# قصة بلا نهاية
قصة بلا نهاية (بالألمانية: Die unendliche Geschichte) هي رواية خيالية للأطفال كتبها الألماني ميشائيل إنده Michael Ende  نشرت لأول مرة سنة 1979، وتم تصويرها سينمائياً في عدة أفلام. اختيرت القصة كأكثر الكتب الألمانية شعبية بين قراء العالم وفق استفتاء أجراه معهد غوته سنة 2010. القصة مترجمة إلى اللغة العربية من الدكتور باهر الجوهري ومنشورة تحت عنوان «قصة بلا نهاية» من قبل الهيئة المصرية العامة للكتاب.

## متفرقات
احتفى محرك البحث غوغل يوم 01.09.2016 بمرور 37 سنة على أول إصدار للقصة بوضع دودل على الصفحة الرئيسية لمحرك البحث في الدول الأوروبية وأغلب دول الأمريكيتين.

## اقرأ أيضاً
- أدب ألماني

## وصلات خارجية
- رابط القصة من مكتبة الإسكندرية